# Ittihad Khemisset
El Ittihad Khemisset es un equipo de fútbol de Marruecos que juega en la GNF 2, el segundo campeonato de fútbol más importante del país.

## Historia
Fue fundado en el año 1940 en la ciudad de Khemisset, el cual no ha ganado ninguna vez el título de liga, pero si ha sido subcampeón tanto de liga como de copa. Ha participado en 1 ocasión a nivel internacional, donde llegó a la segunda ronda de la Liga de Campeones de la CAF 2009.

## Palmarés
- Liga marroquí de fútbol: 0
  - Subcampeón: 1

2008
- Copa de Marruecos: 0
  - Subcampeón: 1

1973
- GNF 2: 0
  - Subcampeón: 1

2000

## Participación en competiciones de la CAF
| Temporada | Torneo                       | Ronda      | Club          | Casa  | Visita | Global  |
| --------- | ---------------------------- | ---------- | ------------- | ----- | ------ | ------- |
| 2009      | Liga de Campeones de la CAF  | Preliminar | Wallidan FC   | w.o.1 | w.o.1  | w.o.1   |
| 2009      | Liga de Campeones de la CAF  | 1          | Asante Kotoko | 2-0   | 1-3    | 3-3 (a) |
| 2009      | Liga de Campeones de la CAF  | 2          | TP Mazembe    | 0-0   | 0-1    | 0-1     |
| 2009      | Copa Confederación de la CAF | 3          | Stade Malien  | 1-1   | 1-3    | 2-4     |

1- Wallidan FC abandonó el torneo.

## Ex Entrenadores
- Eugen Moldovan